# Castine (Maine)
Castine est un village dans le Maine aux États-Unis. La population était de 1 343 en 2000. Castine était le point le plus au sud de l'Acadie et fut brièvement sa capitale. Durant une bonne partie du XVIIe siècle, Castine était à la frontière avec les colonies anglaises au sud. Bristol, dans le Maine, était le point le plus au nord de ces colonies. Le village est nommé en l'honneur de Jean-Vincent d'Abbadie de Saint-Castin.

## Histoire

### Acadie
Au début, Castine fut appelé Majabigwaduce par les Tarrantines du peuple Abenaki. Castine est le plus vieux établissement en Nouvelle-Angleterre. Situé sur la baie de Penobscot, il est près du fort Pentagouët. Peu d'endroits ont connu une histoire aussi tumultueuse que Castine, qui se trouvait dans la ligne de tir de quatre nations.
Sa position à l'embouchure du fleuve Penobscot en faisait un carrefour commercial pour le commerce lucratif de la fourrure et du bois, ainsi que pour l'acheminement des marchandises vers l'intérieur des terres. La péninsule fut occupée à maintes reprises par les monarchies d'Europe au XVIIe siècle. Majabagaduce, comme l'appelaient les Amérindiens, changea d'allégeance souvent entre les Français, les Anglais, les Néerlandais et les colons de la Nouvelle-Angleterre. 
La péninsule de Castine apparut sur la carte de 1612 (année à vérifier), qui fut remise à Henri IV de France (décédé en 1610) par Samuel de Champlain. Il appela la péninsule Pentagouet. Castine faisait partie des plans d'Henri IV pour la défense de l'Acadie. Castine fut fondée durant l'hiver de 1613, lorsque Claude de Saint-Étienne de la Tour établit un petit poste de traite pour faire du commerce de fourrures avec les amérindiens Tarrantines. 

#### Bataille de Castine (1613)
Après que le poste de traite fut établi à Castine, les Anglais prirent le Mont Désert plus au nord. Ceci causa une dispute entre la colonie française de l'Acadie et la colonie anglaise de la Nouvelle-Angleterre au sud. Il y a preuve que Claude de La Tour a immédiatement agi en rétablissant le poste de traite dans le village de Castine lorsque le capitaine Argall attaqua.

#### Bataille de Castine (1628)
En 1625, Charles de Saint-Étienne de la Tour érigea un fort, nommé le Fort Pentagouët. Après que les Anglais prirent le poste en 1628, le poste devint un poste administratif pour la colonie de Plymouth. William Bradford a voyagé à Castine pour en prendre possession. 

#### Bataille de Castine (1635)
En 1635, il fut repris par les Français et incorporé dans la province de l'Acadie; le gouverneur de l'Acadie Isaac de Razilly, envoya Charles de Menou d'Aulnay de Charnisay pour reprendre le village. En 1638, d'Aulnay construisit un fort plus important appelé Fort Saint-Pierre.

#### Bataille de Castine (1654)
Le colonel Robert Sedgwick prit la tête d'une armée de cent volontaires de la Nouvelle-Angleterre et deux cents hommes d'Oliver Cromwell pour capturer la capitale de l'Acadie, Port-Royal. Avant la bataille, Sedgwick captura et pilla Castine ainsi que la ville de Saint-Jean. Les hommes de Sedgwick, pillèrent le monastère de Port-Royal et détruisirent tout à l'intérieur. Ils mirent le feu au monastère, ainsi qu'à la nouvelle église. Les Anglais occupèrent l'Acadie pendant 16 ans.
En 1667, les autorités françaises envoyèrent Jean-Vincent d'Abbadie de Saint-Castin pour prendre la commande de Pentagouët. Le baron prit une Abénaki pour épouse, la fille du sachem Modockawando. Elle prit le nom de Mathilde et eut 10 enfants de lui. Castine fut bientôt une force pour le commerce et la diplomatie.

#### Bataille de Castine (1674)
Durant l'occupation néerlandaise, Pentagouët fut attaqué et tenu brièvement. Le canon du fort fut retourné contre ses murs et fut détruit. Jean-Vincent d'Abbadie de Saint-Castin reprit le fort en 1676 et le renomma Bagaduce. 

#### Invasion sur Castine (1688)
La demeure de Saint-Castin fut pillée en 1688. En revanche, il mena une expédition d'Abenaki contre Pemaquid en août de la même année.

#### Invasion sur Castine (1692)
Durant la guerre du roi Guillaume III d'Angleterre en 1692, le village fut repris par les Anglais, qui détruisirent le fort et pillèrent les habitants du village. Avec le retour du baron de Saint-Castin et de ses fils en France, le village fut peu peuplé.

#### Invasion sur Castine (1704)

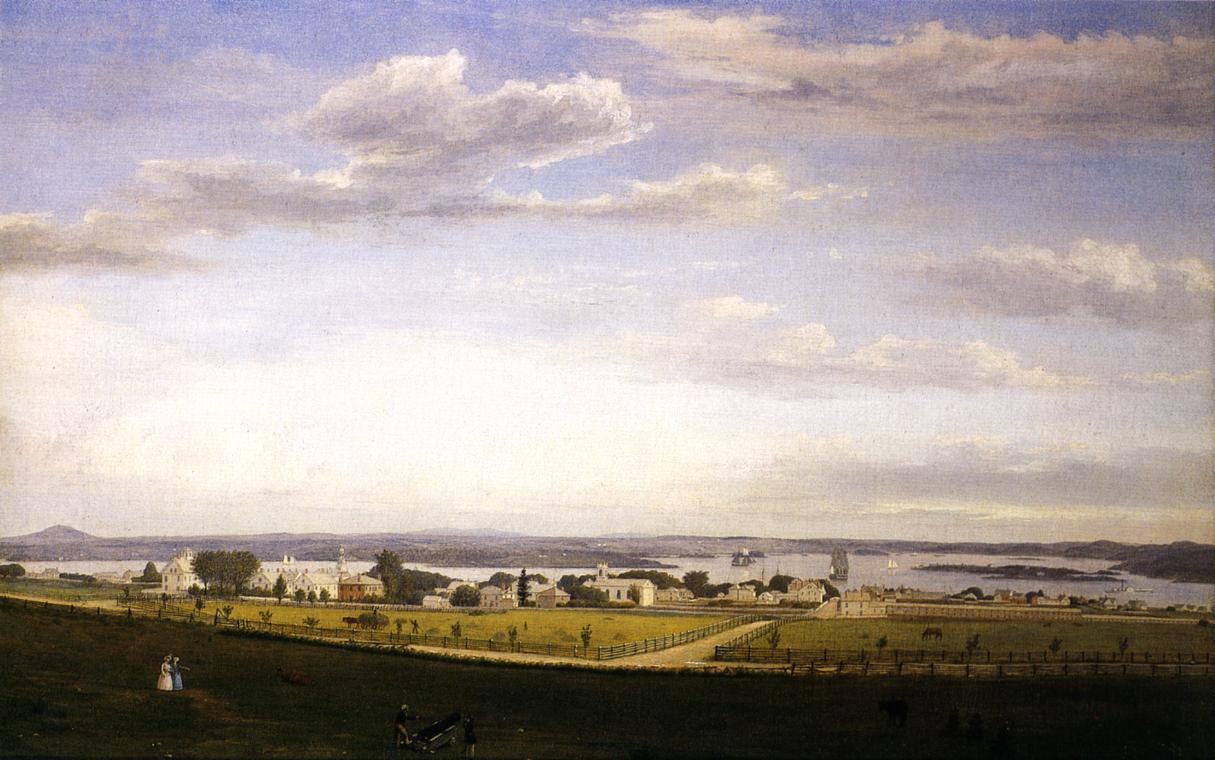
Castine du Fort George en 1856

Durant la guerre de la reine Anne d'Angleterre, le major Benjamin Church pilla Castine avant de s'attaquer à d'autres villages acadiens comme Saint-Stephen, Grand-Pré, Pisiguit, et Beaubassin. La fille de Saint-Castin fut prise lors de l'incursion.

### Colonies britanniques
À la fin de la guerre de Sept Ans, les Britanniques s'emparèrent de la Nouvelle-France. Les terres disponibles le long de la côte du Maine furent peuplées par les colons de la province du Massachusetts. Vers la fin des années 1760, cultivateurs, artisans et petits commerçants prirent possession des propriétés autour de Castine, qu'ils appelèrent « major Baggadoose ». Même si la traite de la fourrure était finie, l'abondance de poissons et de bois attirait non seulement les entrepreneurs mais aussi le gouvernement britannique pour le pin blanc présent dans la région. Il s'en servait pour alimenter ses chantiers navals en mâts.